# Reiter (Büromaterial)

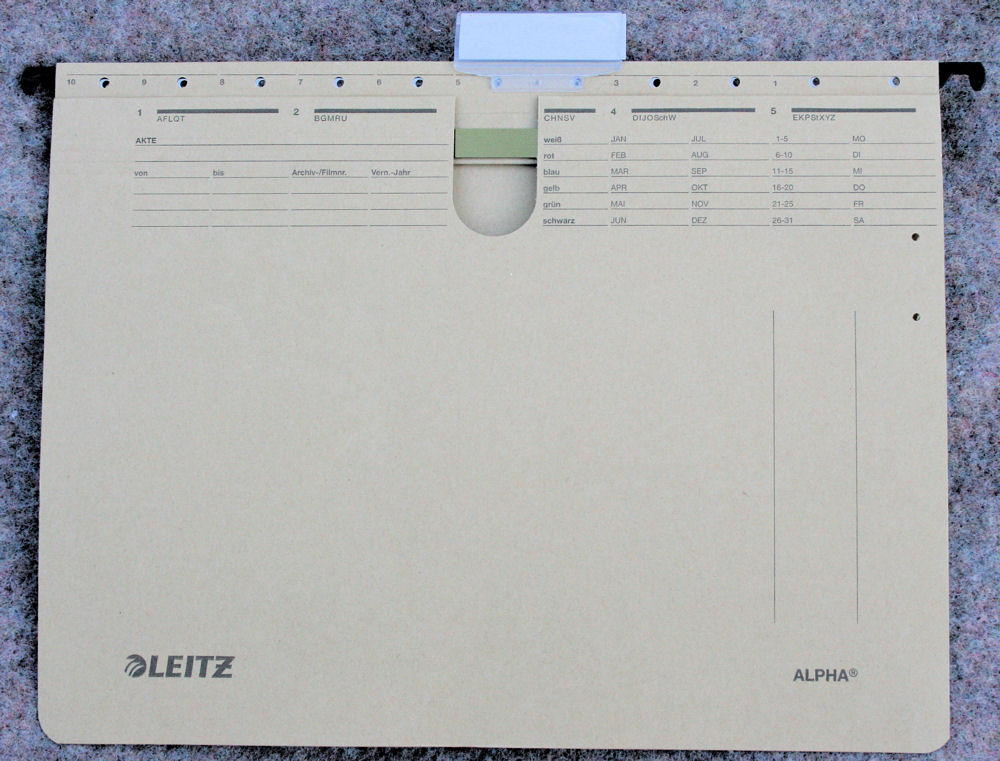
Hängehefter mit Kunststoffreiter

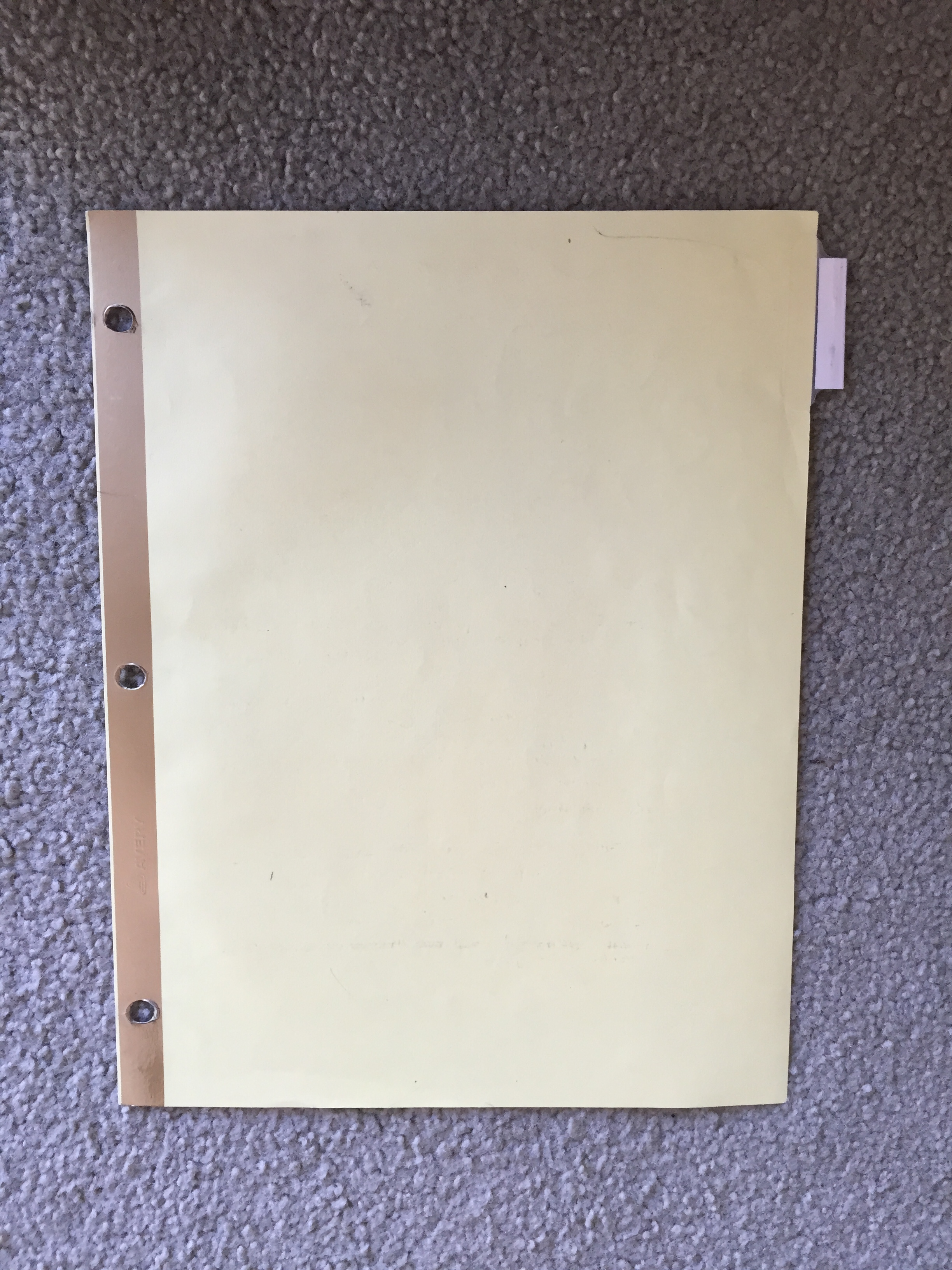
Trennblatt mit selbstklebendem Reiter

Reiter sind Markierungen bzw. Beschriftungsträger, um gewünschte Registerblätter bzw. -karten oder Mappen in Schubladen schneller zu finden.
Dabei ragen die Reiter über die Blätter bzw. Mappen hinaus. Damit sind die Reiter sehr ähnlich zu den Taben und erfüllen auch die gleiche Funktion. Die Reiter sind im Gegensatz zu den Taben frei versetzbar. Reiter können dauerhaft z. B. durch Nieten oder Aufkleben bzw. entfernbar z. B. durch Aufkleben mit wieder lösbarer Klebeverbindung (ähnlich Klebezettel) oder Aufstecken an der Unterlage befestigt werden. Vielfach wird nur ein Reiter pro Blatt bzw. Mappe verwendet; um mehrere Eigenschaften zu markieren, können bei Bedarf auch mehrere verwendet werden. Entfernbare Reiter eignen sich zum Markieren veränderlicher Merkmale. Die Reiter können durch ihre Position, Form, Beschriftung und Farbe Informationen zum Auffinden und Herausgreifen bereitstellen.
Die Reiter werden vielfach versetzt angeordnet, da die vorderen Reiter die hinteren sonst verdecken würden.
Es gibt verschiedene Arten von Reitern. Diese können grundsätzlich selbstklebend oder zum Stecken ausgeführt sein. Weiter kann in Fensterreitern eine Beschriftung eingeschoben werden, oder es können bereits beschriftete Reiter genutzt werden.